# Index Fungorum
Index Fungorum é um projeto internacional não-comercial para indexar todos os nomes formais (nomes científicos) do reino Fungi. Algo comparável com o IPNI, mas com mais instituições contribuidoras.
Outra diferença é que enquanto o IPNI não indica os nomes corretos, o  Index Fungorum indica o estado de um nome. Nos resultados obtidos a partir da página de busca, um nome atualmente correto é indicado com a cor verde, enquanto outros estão a azul (alguns, usos aberrantes de nomes, são indicados a vermelho). Todos os nomes são estão ligados a páginas com o nome correto, com listas de sinónimos.
o Index Fungorum é um dos três bancos de dados de nomenclatura reconhecidos formalmente pelo Nomenclature Committee for Fungi, o comitê permanente de micologia do Congresso Internacional Botânico.